# Berkel (cráter)
Berkel es un cráter de impacto de 23 km de diámetro del planeta Mercurio. Debe su nombre al pintor turco Sabri Berkel (1909-1993), y su nombre fue aprobado por la  Unión Astronómica Internacional en 2009.
El cráter contiene material oscuro en el centro y el anillo que lo rodea. Por otro lado, Berkel esta rodeado de un manto de eyecciones brillantes y un sistema de rayos brillantes. Otros cráteres de la superficie de Mercurio, como Bashō, también tiene rayos brillantes, pero no tienen el halo oscuro.